# Svjatogirska lavra
Svjatogirska lavra svetega vnebovzetja (ukrajinsko Свято-Успенська Святогірська лавра, Svjato-Uspenska Svjatogir'ska lavra; rusko Свято-Успенская Святогорская лавра, Svjato-Uspenskaja Svjatogorskaja lavra) je velik pravoslavni krščanski samostan na desnem bregu reke Donec. Ime izvira iz okoliških Svetih gora.
Samostan stoji blizu mesta Svjatogirsk (tako poimenovano po samostanu leta 2003), v Donecki oblasti, v vzhodni Ukrajini. Samostan je tudi osrednji del Narodnega naravnega parka Svete gore (ustanovljen leta 1997). Ukrajinska pravoslavna cerkev (Moskovski patriarhat) ga je leta 2004 razglasila za lavro.

## Zgodovina
Prva pisna omemba samostana je iz leta 1627, čeprav je Žiga Herberstein že leta 1526 aludiral na območje Svetih gora. Verjetno so prvi menihi to območje naselili v 15. stoletju. Takrat je bila to manjša samostanska ustanova na Divjih poljih, ki so jih redno pustošili krimski Tatari.
Leta 1787 ga je Katarina II. zaprla. Samostanska zemljišča so bila sekularizirana in podarjena knezu Grigoriju Potemkinu, vicekralju Nove Rusije. Eden od njegovih dedičev, Aleksander Mihajlovič Potemkin in njegova žena Tatjana, rojena princesa Galicine, sta financirala obnovo samostana od leta 1844.
Pred oktobrsko revolucijo je imel samostan Svjatogirsk v lasti delavsko trgovino, mline na veter, različne vrste delavnic in trgovske stavbe. Glavno cerkev Vnebovzetja v lavri je zasnoval Aleksej Gornostaev, ki je vključevala tradicionalni bizantinski stolp. Od leta 1917 dalje so boljševiki večkrat ropali in oskrunili samostan, pretepli in pobili številne menihe, leta 1922 pa so samostan popolnoma zaprli in na tem območju postavili sanatorij za delavce Donbasa.
Pred prvo svetovno vojno je v samostanu živelo približno 600 menihov. V 1930-ih so Sovjeti porušili nekatere cerkve, skupaj z drugimi številnimi verskimi objekti po vsej Sovjetski zvezi.
Po padcu Sovjetske zveze in ponovni pridobitvi ukrajinske neodvisnosti leta 1991 je bil samostan leto pozneje obnovljen. Leta 2004 je samostan uradno dobil status lavre Ukrajinske pravoslavne cerkve. Danes samostansko skupnost sestavlja več kot 100 menihov in se vsako leto povečuje.
25. oktobra 2005 je Narodna banka Ukrajine izdala svoj spominski kovanec za 10 grivn, ki prikazuje Svjatogirsko lavro.
Med rusko invazijo na Ukrajino leta 2022 je samostan nudil zavetje civilnim beguncem. 12. marca 2022 ga je poškodoval ruski letalski napad na bližnji most čez Donec, takrat je bilo v samostanu okoli 520 beguncev. Eksplozija je poškodovala okna in vrata samostanskih poslopij, več ljudi pa je bilo ranjenih zaradi steklenih drobcev razbitih oken. 4. maja je bilo v večkratnem obstreljevanju ranjenih 7 ljudi. Kasneje maja je rusko obstreljevanje uničilo puščavnico Gospe od veselja vseh žalostnih, puščavnico sv. Jurija in sv. Janeza Šanghajskega v Lavri.]

## Galerija
- Sveto-Pokrovska cerkev Lavre
- Sveto-Pokrovska cerkev z desne strani